# Bundesautobahn 21
Bundesautobahn 21 eller A 21 er en motorvej i Tyskland.